# Parowan (Utah)
Parowan es una ciudad del condado de Iron, estado de Utah, Estados Unidos. Según el censo de 2000 la población era de 2.565 habitantes. Es la sede del condado de Iron.

## Geografía
Parowan se encuentra en las coordenadas 37°50′28″N 112°49′52″O / 37.84111, -112.83111. Está a 1.825 m s. n. m. en la cara este de Parowan Valley, en la entrada del cañón Parowan.
Según la oficina del censo de Estados Unidos, la ciudad tiene una superficie total de 15,1 km². No tiene superficie cubierta de agua.